# Miss Rio Grande do Sul 2009
A escolha da Miss Rio Grande do Sul 2009, aconteceu no dia 7 de junho de 2008 no Serrano Resort Convenções & Spa, em Gramado. A vencedora foi Bruna Gabriele Felisberto, que representou o município de Xangri-lá.

## Resultados
| Colocação                   | Candidata                 | Município        |
| Miss Rio Grande do Sul 2009 | Bruna Gabriele Felisberto | Xangri-lá        |
| 2º Lugar                    | Aline Motta Capra         | Novo Hamburgo    |
| 3º Lugar                    | Thiana Borchhardt Muller  | Cachoeira do Sul |
| 4º Lugar                    | Bruna Jaroceski           | Santa Maria      |
| 5º Lugar                    | Carina Graciola           | Encantado        |

### Completaram o Top 15
| Semifinalista               | Município                         |
| Barbara Henn                | Santa Cruz do Sul                 |
| Carolina Lindner Formiga    | Esteio                            |
| Caroline Lazzareti          | Tenente Portela                   |
| Hevelyn Ramos               | Capão da Canoa                    |
| Louise Schuck Sanches Silva | Alegrete                          |
| Luana Marques Paim          | Gramado                           |
| Luana Wallauer Reinheimer   | Teutônia Eleita pelo voto popular |
| Marjorie Mello              | Canoas                            |
| Melise Luzardo Soares       | Uruguaiana                        |

### Premiações Especiais
Prova de Talentos
- 1º lugar: Luana Wallauer Reinheimer (Teutônia)
- 2º lugar: Virgínia Vetorazzi (Canela)
- 3º lugar: Claudiane Dias de Oliveira (Nova Hartz)

## Candidatas
53 candidatas que disputaram o Miss Rio Grande do Sul 2009.
| - Alegrete - Louise Schuck Sanches Silva - Alvorada - Bianca Vieira Ribeiro - Barra do Ribeiro - Roberta Pinzon Frota - Bento Gonçalves - Hildengard Allgaier - Cachoeira do Sul - Thiana Müller - Camaquã - Schaiane Corrêa Ramos - Candelária - Martina Barros - Canela - Virgínia Vetorazzi - Canguçu -Camila Andressa Lopes - Canoas - Marjorie Mello - Capão da Canoa - Hevelyn Ramos - Caxias do Sul - Mirelle Assmann - Dois Irmãos - Aline Roberta Kaiser - Dom Pedrito - Bárbara Sheysa Moreira - Eldorado do Sul - Franciele de Melo - Encantado - Carina Graciola - Esteio - Carolina Lindner Formiga - Estrela - Daiana Steffens - Farroupilha - Francielle Ziero - Flores da Cunha - Nicole Oliboni - Garibaldi - Alessandra Mondadori Garcia - Gramado - Luana Marques Paim - Gravataí - Karina Belloli - Guaíba - Amanda Meyer Oro - Lagoa Vermelha - Caroline Bacchi - Lajeado - Ana Cristina Reckziegel - Nova Hartz - Claudiane Dias de Oliveira - Nova Petrópolis - Ariane Cerqueira | - Nova Santa Rita - Caroline Nós - Novo Hamburgo - Aline Motta Capra - Passo Fundo - Camile Zurawski - Pelotas - Bruna Ferreira Peter - Portão - Camila Daiana Rosa - Porto Alegre - Michele Francine Monaco - Rio Grande - Greice Silveira Retzlaff - Rosário do Sul - Marcele Policarpo - Santa Cruz do Sul - Barbara Henn - Santa Maria - Bruna Saccol Jaroceski - Santa Rosa - Monique Ferreira de Lima - Santo Ângelo - Rossana Gueller Ruschel - São Gabriel - Vitória Chaves Barcellos - São José do Norte - Daniela dos Santos - São Leopoldo - Francielli Costa da Rosa - São Lourenço do Sul - Juliana Martins - Sapiranga - Gleice Dias da Rosa - Sobradinho - Maíra Farinon - Taquara - Michele Haas - Taquari - Cintia Porto - Tenente Portela - Caroline Lazzareti - Teutônia - Luana Wallauer Reinheimer - Torres - Mayara Maetê Müller - Tramandaí - Joana R. Nunes Lemos - Uruguaiana - Melise Luzardo Soares - Venâncio Aires - Amanda Kothe - Xangri-lá - Bruna Gabriele Felisberto |